# Gamasomorpha brasiliana
Gamasomorpha brasiliana är en spindelart som beskrevs av William Syer Bristowe 1938. Gamasomorpha brasiliana ingår i släktet Gamasomorpha och familjen dansspindlar. Inga underarter finns listade i Catalogue of Life.